# Biuro Polityczne KC PPR
Biuro Polityczne Komitetu Centralnego Polskiej Partii Robotniczej (Biuro Polityczne KC PPR), „Politbiuro” (ros. Политбюро), było (razem z Sekretariatem KC PPR) głównym organem kierowniczym Polskiej  Partii Robotniczej, faktycznie sprawującym władzę w Polsce, po zajęciu jej terytoriów przez Armię Czerwoną (od lipca 1944) i ustanowieniu 20 lipca 1944 przez Józefa Stalina Polskiego Komitetu Wyzwolenia Narodowego (PKWN) jako marionetkowego, podporządkowanego ZSRR organu władzy w Polsce. Istniało pomiędzy sierpniem 1944 a grudniem 1948 do utworzenia Polskiej Zjednoczonej Partii Robotniczej 16 grudnia 1948. Było zorganizowane na wzór Biura Politycznego KC WKP(b), analogicznie do struktur biur politycznych innych partii komunistycznych.
Utworzone w sierpniu 1944 jako struktura tajna z polityków komunistycznych Polskiej Partii Robotniczej, działających dotąd  na terenie okupowanej Polski (sekretarz generalny PPR Władysław Gomułka  i Bolesław Bierut) i członków powołanego przez Józefa Stalina (formalnie w trybie decyzji Sekretariatu KC Wszechzwiązkowej Komunistycznej Partii (bolszewików) (WKP(b))) tajnego Centralnego Biura Komunistów Polski przy Komitecie Centralnym WKP (b), których przyjęto do PPR (Jakub Berman, Hilary Minc, Aleksander Zawadzki). 
W jego skład wchodziło początkowo pięciu, następnie od maja 1945 siedmiu, a od I Zjazdu PPR (XII 1945) 9 członków, posiadających pełne prawo głosu.  Po I Zjeździe PPR (grudzień 1945) jego istnienie zostało oficjalnie ujawnione. Wzorowane na podobnym organie KC WKP(b) było faktycznym ośrodkiem decyzyjnym władz RP/PRL. Tu zapadały kluczowe decyzje polityczne, a członkowie Biura Politycznego nadzorowali powierzone sobie poszczególne ministerstwa i resorty. Bolesław Bierut przez cały okres istnienia Biura do 1948 był na polecenie Stalina tajnym członkiem Politbiura, oficjalnie występując publicznie  (jako przewodniczący, następnie prezydent Krajowej Rady Narodowej (KRN) i prezydent RP)  jako osoba bezpartyjna.

## Biuro PolitycznePolskiej Partii Robotniczej1944-48
| Data                          | Członek              | od              | -- | do              |
| ----------------------------- | -------------------- | --------------- | -- | --------------- |
| sierpień 1944 – grudzień 1945 | Władysław Gomułka    | sierpnia 1944   |    |                 |
| sierpień 1944 – grudzień 1945 | Bolesław Bierut      | sierpnia 1944   |    |                 |
| sierpień 1944 – grudzień 1945 | Jakub Berman         | sierpnia 1944   |    |                 |
| sierpień 1944 – grudzień 1945 | Hilary Minc          | sierpnia 1944   |    |                 |
| sierpień 1944 – grudzień 1945 | Aleksander Zawadzki  | sierpnia 1944   |    |                 |
| sierpień 1944 – grudzień 1945 | Marian Spychalski    | maja 1945       |    |                 |
| sierpień 1944 – grudzień 1945 | Roman Zambrowski     | sierpnia 1945   |    |                 |
| I Zjazd PPR 6-13 grudnia 1945 | Władysław Gomułka    | 12 grudnia 1945 | -- | 3 września 1948 |
| I Zjazd PPR 6-13 grudnia 1945 | Bolesław Bierut      | 12 grudnia 1945 |    |                 |
| I Zjazd PPR 6-13 grudnia 1945 | Jakub Berman         | 12 grudnia 1945 |    |                 |
| I Zjazd PPR 6-13 grudnia 1945 | Hilary Minc          | 12 grudnia 1945 |    |                 |
| I Zjazd PPR 6-13 grudnia 1945 | Aleksander Zawadzki  | 12 grudnia 1945 |    |                 |
| I Zjazd PPR 6-13 grudnia 1945 | Marian Spychalski    | 12 grudnia 1945 |    |                 |
| I Zjazd PPR 6-13 grudnia 1945 | Roman Zambrowski     | 12 grudnia 1945 |    |                 |
| I Zjazd PPR 6-13 grudnia 1945 | Stanisław Radkiewicz | 12 grudnia 1945 |    |                 |
| I Zjazd PPR 6-13 grudnia 1945 | Franciszek Jóźwiak   | 3 września 1948 |    |                 |